# 가좌로 (서울)
가좌로(加佐路)는 서울특별시 은평구 신사동 봉산터널에서 서대문구 연희동 연희지하차도 삼거리에 이르는 왕복 4차선의 도로이다. 총 연장은 3.5km이며, 명칭은 이 도로가 남가좌동을 지나는 데서 유래하였다.

## 역사
- 1981년 1월 21일 : 은평신사 네거리에서 홍연2교 네거리까지의 2.7 km 구간을 백련로로 명명[1]
- 1981년 10월 22일 : 도로명을 대로 3류 34호로 변경
- 1984년 11월 7일 : 기점을 470m 연장하고 기점과 종점의 위치를 반대로 하면서 도로명을 가좌로로 변경[2]
- 불명 : 현대아파트 준공과 함께 기점을 270m 연장
- 2010년 3월 18일 : 신사네거리에서 덕산중학교까지 구간 4차로 개통[3]
- 2017년 11월: 덕양로의 종점인 경기도 고양시 덕양구 향동동과 가좌로의 기점인 덕산중학교 앞을 연결하는 봉산터널 개통[4]

## 경유지
서울특별시
- 은평구 - 서대문구

## 노선
- 봉산터널(덕산중학교) - 은평신사네거리 - 새절역 - 응암오거리 - 충암고등학교 삼거리 - 명지전문대학 - 홍연2교 - 연희지하차도 삼거리

## 연결 도로
기점인 봉산터널을 통해 덕양로와 직접 연결되며, 서울 지하철 6호선 새절역을 관통하여 그곳에서 증산로와 만난다. 홍연2교 네거리에서는 모래내로와, 연희지하차도 삼거리에서는 연희로와 만난다.